# Liudmila Ananka
Liudmila Ananka –en bielorruso, Людміла Ананька;– (Novogrúdok, URSS, 19 de abril de 1982) es una deportista bielorrusa que compitió en biatlón.
Ganó una medalla de bronce en el Campeonato Mundial de Biatlón de 2005, en la prueba por relevos, y cuatro medallas en el Campeonato Europeo de Biatlón entre los años 2004 y 2007.
Participó en dos Juegos Olímpicos de Invierno, en los años 2002 y 2006, ocupando el cuarto lugar en Turín 2006, en la prueba por relevo.

## Palmarés internacional
| Campeonato Mundial | Campeonato Mundial   | Campeonato Mundial | Campeonato Mundial |
| Año                | Lugar                | Medalla            | Prueba             |
| ------------------ | -------------------- | ------------------ | ------------------ |
| 2005               | Hochfilzen (Austria) | Medalla de bronce  | Relevo             |
| Campeonato Europeo |                      |                    |                    |
| Año                | Lugar                | Medalla            | Prueba             |
| 2004               | Minsk (Bielorrusia)  | Medalla de plata   | Relevo             |
| 2006               | Langdorf (Alemania)  | Medalla de oro     | Relevo             |
| 2007               | Bansko (Bulgaria)    | Medalla de oro     | Relevo             |
| 2007               | Bansko (Bulgaria)    | Medalla de plata   | Individual         |